# Dichagyris leucomelas
Dichagyris leucomelas là một loài bướm đêm thuộc họ Noctuidae. Loài này phân bố ở Cận Đông và Trung Đông, from Kirghizia, Uzbekistan, Tajikistan to Afghanistan, phía bắc Pakistan, phía bắc Ấn Độ và Iran.
Con trưởng thành bay từ tháng 5 đến tháng 7. Có một lứa một năm.